# Bridge over Troubled Water (single)
Bridge over Troubled Water is een single van het Amerikaanse zangersduo Simon & Garfunkel. Het in 1970 uitgebrachte nummer behaalde successen over de gehele wereld. Het verscheen op het gelijknamige album.
De eerder goedlopende samenwerking tussen Paul Simon en Art Garfunkel begon scheuren te vertonen. Regelmatige ruzies over wie de meeste zeggenschap over de liedjes moest hebben, begonnen hun tol te eisen. Zo ook met dit nummer. Simon had het nummer weliswaar geschreven, maar de voornaamste zangstem ging naar Garfunkel en dat kon Simon moeilijk verkroppen. Saillant detail daarbij is dat Garfunkel in eerste instantie het nummer juist niet wilde zingen; het zou niet bij zijn stem passen; Garfunkel zou gezegd hebben dat Paul Simon het maar moest zingen, aldus Simon in Rolling Stone (1972).
Dat de heren in onmin met elkaar leefden bleek geen invloed te hebben op het succes. Bridge over Troubled Water haalde vele hitnoteringen binnen in allerlei Top-tigs. Het eerdergenoemde blad Rolling Stone benoemde het tot een van de beste 500 singles, ooit uitgegeven.

## Lied
Simon componeerde het lied toen Garfunkel aan het acteren was in de film Catch-22 in Europa. Hij voltooide twee coupletten en de refreinen. De tekst was ontleend aan het lied "Mary Don't You Weep" van Swan Silverstones en dan met name de zin "I'll be your bridge over deep water if you trust in me". Simon componeerde het origineel op de stem van Garfunkel met piano op de achtergrond.
Op verzoek van Garfunkel en producer Roy Halee herschreef Simon het nummer naar drie coupletten en zorgde dat het eind wat gewichtiger klonk, Simon zou later zeggen dat hij de eerste versie beter vond. De opnamen wilden ook niet echt vlotten; de eerste twee pogingen van Garfunkel faalden en pianist Larry Knechtel was vier dagen bezig met het arrangement. Het lied werd tijdens de opnamen nog uitgebreid door Garfunkel.
Dat alle pogingen niet voor niets waren bleek uit de diverse prijzen die het lied won. Het ontving zowel de Grammy Award for Record of the Year als de Song of the Year; ook het bijbehorende album viel in de prijzen.
Aretha Franklin coverde het lied in 1972 en haalde daarmee ook de eerste plaats in de Amerikaanse hitparade in 1982; ook haar versie won een Grammy Award. Eerder in 1970 had Elvis Presley het nummer opgenomen en bleef het tot zijn laatste concert zingen. Simon bezocht een van die concerten en zei daarover: "That's it, we might as well all give up now".
Anderen die het zongen waren Anita Baker, Skeeter Davis, Roberta Flack, Michael W. Smith, Clay Aiken, Morten Harket, Josh Groban, Brian McKnight, Eva Cassidy, Elvis Presley, Roon Staal, Zakk Wylde, Johnny Cash, Roy Orbison, Willie Nelson, Matt Bellamy en The Neal Morse Band.

## Hitnotering

### Notering in NPO Radio 5 Evergreen Top 1000
| Evergreen Top 1000 "Bridge Over Troubled Water" | Evergreen Top 1000 "Bridge Over Troubled Water" | Evergreen Top 1000 "Bridge Over Troubled Water" | Evergreen Top 1000 "Bridge Over Troubled Water" | Evergreen Top 1000 "Bridge Over Troubled Water" | Evergreen Top 1000 "Bridge Over Troubled Water" | Evergreen Top 1000 "Bridge Over Troubled Water" | Evergreen Top 1000 "Bridge Over Troubled Water" | Evergreen Top 1000 "Bridge Over Troubled Water" | Evergreen Top 1000 "Bridge Over Troubled Water" | Evergreen Top 1000 "Bridge Over Troubled Water" | Evergreen Top 1000 "Bridge Over Troubled Water" | Evergreen Top 1000 "Bridge Over Troubled Water" | Evergreen Top 1000 "Bridge Over Troubled Water" | Evergreen Top 1000 "Bridge Over Troubled Water" | Evergreen Top 1000 "Bridge Over Troubled Water" | Evergreen Top 1000 "Bridge Over Troubled Water" |
| Jaar                                            | 2008                                            | 2009                                            | 2010                                            | 2011                                            | 2012                                            | 2013                                            | 2014                                            | 2015                                            | 2016                                            | 2017                                            | 2018                                            | 2019                                            | 2020                                            | 2021                                            | 2022                                            | 2023                                            |
| ----------------------------------------------- | ----------------------------------------------- | ----------------------------------------------- | ----------------------------------------------- | ----------------------------------------------- | ----------------------------------------------- | ----------------------------------------------- | ----------------------------------------------- | ----------------------------------------------- | ----------------------------------------------- | ----------------------------------------------- | ----------------------------------------------- | ----------------------------------------------- | ----------------------------------------------- | ----------------------------------------------- | ----------------------------------------------- | ----------------------------------------------- |
| Positie                                         | 82                                              | 118                                             | 11                                              | 11                                              | 15                                              | 6                                               | 11                                              | 11                                              | 6                                               | 10                                              | 8                                               | 11                                              | 7                                               | 11                                              | 10                                              | 15                                              |

### Nederlandse Top 40
| " Bridge over Troubled Water" in de Nederlandse Top 40 - binnen 21-02-1970 | " Bridge over Troubled Water" in de Nederlandse Top 40 - binnen 21-02-1970 | " Bridge over Troubled Water" in de Nederlandse Top 40 - binnen 21-02-1970 | " Bridge over Troubled Water" in de Nederlandse Top 40 - binnen 21-02-1970 | " Bridge over Troubled Water" in de Nederlandse Top 40 - binnen 21-02-1970 | " Bridge over Troubled Water" in de Nederlandse Top 40 - binnen 21-02-1970 | " Bridge over Troubled Water" in de Nederlandse Top 40 - binnen 21-02-1970 | " Bridge over Troubled Water" in de Nederlandse Top 40 - binnen 21-02-1970 | " Bridge over Troubled Water" in de Nederlandse Top 40 - binnen 21-02-1970 | " Bridge over Troubled Water" in de Nederlandse Top 40 - binnen 21-02-1970 | " Bridge over Troubled Water" in de Nederlandse Top 40 - binnen 21-02-1970 | " Bridge over Troubled Water" in de Nederlandse Top 40 - binnen 21-02-1970 | " Bridge over Troubled Water" in de Nederlandse Top 40 - binnen 21-02-1970 | " Bridge over Troubled Water" in de Nederlandse Top 40 - binnen 21-02-1970 |
| Week                                                                       | 1                                                                          | 2                                                                          | 3                                                                          | 4                                                                          | 5                                                                          | 6                                                                          | 7                                                                          | 8                                                                          | 9                                                                          | 10                                                                         | 11                                                                         | 12                                                                         |                                                                            |
| -------------------------------------------------------------------------- | -------------------------------------------------------------------------- | -------------------------------------------------------------------------- | -------------------------------------------------------------------------- | -------------------------------------------------------------------------- | -------------------------------------------------------------------------- | -------------------------------------------------------------------------- | -------------------------------------------------------------------------- | -------------------------------------------------------------------------- | -------------------------------------------------------------------------- | -------------------------------------------------------------------------- | -------------------------------------------------------------------------- | -------------------------------------------------------------------------- | -------------------------------------------------------------------------- |
| Nummer                                                                     | 36                                                                         | 19                                                                         | 10                                                                         | 7                                                                          | 5                                                                          | 5                                                                          | 6                                                                          | 7                                                                          | 13                                                                         | 16                                                                         | 26                                                                         | 29                                                                         | uit                                                                        |

### Nederlandse Single Top 100
| " Bridge over Troubled Water" in de Nederlandse Single Top 100 - binnen: 28-02-1970 | " Bridge over Troubled Water" in de Nederlandse Single Top 100 - binnen: 28-02-1970 | " Bridge over Troubled Water" in de Nederlandse Single Top 100 - binnen: 28-02-1970 | " Bridge over Troubled Water" in de Nederlandse Single Top 100 - binnen: 28-02-1970 | " Bridge over Troubled Water" in de Nederlandse Single Top 100 - binnen: 28-02-1970 | " Bridge over Troubled Water" in de Nederlandse Single Top 100 - binnen: 28-02-1970 | " Bridge over Troubled Water" in de Nederlandse Single Top 100 - binnen: 28-02-1970 | " Bridge over Troubled Water" in de Nederlandse Single Top 100 - binnen: 28-02-1970 | " Bridge over Troubled Water" in de Nederlandse Single Top 100 - binnen: 28-02-1970 | " Bridge over Troubled Water" in de Nederlandse Single Top 100 - binnen: 28-02-1970 | " Bridge over Troubled Water" in de Nederlandse Single Top 100 - binnen: 28-02-1970 | " Bridge over Troubled Water" in de Nederlandse Single Top 100 - binnen: 28-02-1970 |
| Week                                                                                | 1                                                                                   | 2                                                                                   | 3                                                                                   | 4                                                                                   | 5                                                                                   | 6                                                                                   | 7                                                                                   | 8                                                                                   | 9                                                                                   | 10                                                                                  |                                                                                     |
| ----------------------------------------------------------------------------------- | ----------------------------------------------------------------------------------- | ----------------------------------------------------------------------------------- | ----------------------------------------------------------------------------------- | ----------------------------------------------------------------------------------- | ----------------------------------------------------------------------------------- | ----------------------------------------------------------------------------------- | ----------------------------------------------------------------------------------- | ----------------------------------------------------------------------------------- | ----------------------------------------------------------------------------------- | ----------------------------------------------------------------------------------- | ----------------------------------------------------------------------------------- |
| Nummer                                                                              | 23                                                                                  | 10                                                                                  | 6                                                                                   | 5                                                                                   | 5                                                                                   | 5                                                                                   | 9                                                                                   | 13                                                                                  | 16                                                                                  | 23                                                                                  | uit                                                                                 |

### NPO Radio 2 Top 2000
| Nummer met noteringen in de NPO Radio 2 Top 2000 | '99 | '00 | '01 | '02 | '03 | '04 | '05 | '06 | '07 | '08 | '09 | '10 | '11 | '12 | '13 | '14 | '15 | '16 | '17 | '18 | '19 | '20 | '21 | '22 | '23 | '24 |
| ------------------------------------------------ | --- | --- | --- | --- | --- | --- | --- | --- | --- | --- | --- | --- | --- | --- | --- | --- | --- | --- | --- | --- | --- | --- | --- | --- | --- | --- |
| Bridge over Troubled Water                       | 9   | 27  | 17  | 32  | 32  | 45  | 42  | 43  | 66  | 43  | 39  | 32  | 33  | 38  | 38  | 48  | 59  | 52  | 58  | 61  | 82  | 48  | 55  | 72  | 78  | 90  |

1. ↑  Een vetgedrukt getal geeft de hoogste notering aan.

## Bron
- Dit artikel of een eerdere versie ervan is een (gedeeltelijke) vertaling van het artikel Bridge over Troubled Water (song) op de Engelstalige Wikipedia, dat onder de licentie Creative Commons Naamsvermelding/Gelijk delen valt. Zie de bewerkingsgeschiedenis aldaar.